# 野田つばさ
野田 つばさ（のだ つばさ、2001年6月17日 - ）は、日本のラジオDJ、女性声優。愛知県瀬戸市出身。

## 略歴
中学生時代、ボイストレーニングに通う中で『独特な声だね』と言われることが多くあったことで、声を使った仕事に興味を持つ。高校卒業後は専門学校に進学。
2020年3月まで、ZIP-FMで放送されていたラジオ番組『MYSTERIOUS RADIO CULT』内の番組のコーナーにおいて、「ティーンドロイド」と呼ばれる10代の女性3人組の中の一人としてオーディションに合格。同年1月25日の放送分より番組に参加した事でラジオ番組の出演を果たした。
その後、同年4月6日よりZ世代と作るラジオ番組『GENZ』でラジオDJとして正式にデビュー。
2021年4月より、野田と同じくZIP-FMのナビゲーターで東海地方を拠点に活動しているローカルタレント・YO!YO!YOSUKEが主宰・所属をしている芸能事務所・TYK Promotionに正式に所属していたが、同年7月31日付で退所した。
2025年7月、羽澄由来梨の芸名で復帰

## 人物
愛称は、だーとぅ、つーた。2020年3月28日まで放送されていたZIP-FM『MYSTERIOUS RADIO CULT』においては、1月25日からティーン・ドロイド「つーた」として出演していた。
日本と韓国のハーフである。自身が日本と韓国とのハーフであると知ったのは14歳の時で、両親から知らされたという。
趣味は加工。
公式プロフィールによる特技はバスケットボール、陶芸であり、さらにはふりかけの中身を仕分ける事やそれ以上に加工を得意とする。

## 出演番組

### ラジオ
- MYSTERIOUS RADIO CULT（2020年1月25日[4][10] - 3月28日、ZIP-FM）
- GENZ（2020年4月6日 - 2022年3月29日、ZIP-FM） - 中川大輔と共に月曜日・火曜日担当。

### テレビアニメ
2021年
- シキザクラ（女子生徒B）

### ミュージックビデオ
- EGG SHELL「PUPPY BOY」 - 店員 役

### Web配信
- Locipo ナゴヤアニメプロジェクト（ドキュメント番組）